# Ichneumon literator
Ichneumon literator är en stekelart som beskrevs av Carl Peter Thunberg 1822. Ichneumon literator ingår i släktet Ichneumon och familjen brokparasitsteklar. Arten är reproducerande i Sverige. Inga underarter finns listade i Catalogue of Life.